# Heldburg
Heldburg é uma cidade da Alemanha, situada no distrito de Hildburghausen, no estado da Turíngia. Tem 112,75 km² de área, e sua população em 2019 foi estimada em 3.404 habitantes. Foi formada em 1 de janeiro de 2019 após a fusão dos antigos municípios de Bad Colberg-Heldburg, Gompertshausen e Hellingen.